# Charles Haskins Townsend
Charles Haskins Townsend (Parnassus, New Kensington in Pennsylvania,  29 september 1859 – Miami in Florida,  28 januari 1944) was een Amerikaanse zoöloog en visserijbioloog. 

## Biografie
Charles Haskins was de zoon van een dominee, Daniel W. Townsend getrouwd met  Elizabeth Kier. In Parnessus (nu binnen de plaats New Kensington gelegen) volgde hij zijn eerste onderwijs. Tussen 1882 en 1883 was hij verbonden aan de Academy of Natural Sciences of Philadelphia en in 1909 behaalde hij de titel PhD in de natuurwetenschappen (Science) aan het Washington & Jefferson College in Pennsylvania.
In 1883 werd hij medewerker bij een Amerikaanse overheidsinstantie  (United States Fish Commission) die de zalmvisserij in de staat Californië moest bevorderen en ondersteunen. Hij deed veel visserij- en ander zoölogisch onderzoek op zee en op eilanden in het noordelijk kustgebied met het schip USS Albatross. Tussen 1897 en 1902 was hij directeur van United States Fish Commission's fisheries division. In 1902 werd hij directeur van het New York Aquarium tot aan zijn pensioen in 1937 bleef hij aan het aquarium verbonden.

## Zijn werk/nalatenschap
Er zijn een aantal boeken en rapporten van hem bewaard gebleven. Als deskundige visserijbioloog was hij betrokken bij arbitrage over visserijconflicten tussen Rusland en de Verenigde Staten. Hij deed onderzoek aan populaties van de noordelijke zeebeer (Callorhinus ursinus, fur seals in het Engels) in de Beringzee. In 1911 werden beperkingen aan de jacht gesteld en in 1917 werd deze jacht verboden. Naast het visserijonderzoek en het onderzoek aan bejaagde dieren, deed hij ook uitgebreid onderzoek aan andere diersoorten. Hij verzamelde reptielen, vogels en zoogdieren en publiceerde hierover in wetenschappelijke tijdschriften. Hij is de soortauteur van vier vogelsoorten waaronder Townsends pijlstormvogel (Puffinus auricularis)  en clarionwinterkoning (Troglodytes tanneri), verder staan nog vijf ondersoorten op zijn naam. De Guadalupe-zeebeer (Arctocephalus townsendi) is als eerbetoon naar hem vernoemd. Hij kan verward worden met John Kirk Townsend die meer dan een halve eeuw eerder in Amerika onderzoek deed en naar wie ook dieren zijn vernoemd.

### Publicaties[2]
- 1887 Report of the cruise of the revenue marine steamer Corwin in the Arctic Ocean in the year 1885. by United States (mede-auteur van boek)
- 1889 Explorations of the fishing grounds of Alaska, Washington Territory, and Oregon, during 1888, by the U.S. Fish commission steamer Albatross, Lieut. Commander Z.L. Tanner, U.S. Navy, commanding by United States (mede-auteur)
- 1894 Condition of seal life on the rookeries of the Pribilof Islands, 1893-1895
- 1896 Reports of agents, officers, and persons, acting under the authority of the Secretary of the Treasury, in relation to the condition of seal life on the rookeries of the Pribilof Islands, and to pelagic sealing in Bering Sea and the North Pacific Ocean, in the years 1893-1895. In two parts by United States (boek)
- 1898 Seal and salmon fisheries and general resources of Alaska by United States (mede-auteur, boek)
- 1898-99 The fur seals and fur-seal islands of the North Pacific Ocean (mede-auteur)
- 1901 Dredging and other records of the United States Fish Commission Steamer Albatross: with bibliography relative to the work of the vessel (boek)
- 1902 Salmon and trout (mede-auteur, boek)
- 1910 The cultivation of fishes in natural and artificial ponds
- 1916 Voyage of the 'Albatross' to the Gulf of California in 1911  (boek)
- 1925 Guide to the New York Aquarium by New York Aquarium (boek)
- 1925? The Galapagos tortoises in their relation to the whaling industry (boek)
- 1926 The U.S.S. 'Albatross' in Lower Californian seas : cruise of 1911 : articles collected from the American Museum Bulletin and Novitates, and from Zoologica, of the years 1912-1925 by Charles Haskins Townsend (boek)
- 1928 The public aquarium : its construction, equipment, and management  (boek)
- 1929 Records of changes in color among fishes (boek)

- CiNii: DA15906023
- Gemeinsame Normdatei: 136822266
- International Standard Name Identifier: 0000 0000 8387 1311
- Library of Congress Control Number: no2005033950
- Nationale bibliotheek van Australië: 35958064
- Nationale Bibliotheek van Israël: 987007358021105171
- Nederlandse Thesaurus van Auteursnamen: 130379786
- SNAC: w6ft8vk4
- Système universitaire de documentation: 073730653
- Trove: 1162927
- Virtual International Authority File: 61274976
- WorldCat: E39PBJjCQDmyxyXKdYyD6c3hHC